# Таларгах
Таларгах (перс. تالارگاه) — село в Ірані, у дегестані Масаль, в Центральному бахші, шагрестані Масал остану Ґілян. У переписі 2006 року вказане як окремий населений пункт, але без відомостей про чисельність населення.

## Клімат
Середня річна температура становить 11,46°C, середня максимальна – 25,88°C, а середня мінімальна – -3,94°C. Середня річна кількість опадів – 465 мм.
| Клімат поселення                              | Клімат поселення | Клімат поселення | Клімат поселення | Клімат поселення | Клімат поселення | Клімат поселення | Клімат поселення | Клімат поселення | Клімат поселення | Клімат поселення | Клімат поселення | Клімат поселення | Клімат поселення |
| Показник                                      | Січ.             | Лют.             | Бер.             | Квіт.            | Трав.            | Черв.            | Лип.             | Серп.            | Вер.             | Жовт.            | Лист.            | Груд.            |                  |
| Середній максимум, °C                         | 8,46             | 7,55             | 9,19             | 14,40            | 19,89            | 24,49            | 25,88            | 25,64            | 21,43            | 18,61            | 12,26            | 8,59             |                  |
| Середня температура, °C                       | 2,72             | 1,80             | 3,44             | 8,65             | 14,15            | 18,74            | 21,82            | 21,58            | 17,38            | 14,56            | 8,20             | 4,56             |                  |
| Середній мінімум, °C                          | −3,03            | −3,94            | −2,3             | 2,91             | 8,40             | 13,00            | 17,77            | 17,52            | 13,32            | 10,50            | 4,14             | 0,48             |                  |
| Норма опадів, мм                              | 38               | 36               | 58               | 60               | 40               | 19               | 13               | 16               | 34               | 52               | 44               | 55               |                  |
| Середньомісячна швидкість вітру, м/с          | 2.06             | 2.40             | 2.51             | 2.58             | 2.19             | 1.94             | 2.21             | 2.11             | 1.82             | 2.00             | 2.04             | 1.88             |                  |
| Середньомісячна сонячна радіація, кДж/м²·день | 7173             | 9639             | 11866            | 16101            | 19846            | 22427            | 22977            | 19723            | 16448            | 11619            | 8825             | 6887             |                  |
| --------------------------------------------- | ---------------- | ---------------- | ---------------- | ---------------- | ---------------- | ---------------- | ---------------- | ---------------- | ---------------- | ---------------- | ---------------- | ---------------- | ---------------- |
| Джерело:                                      |                  |                  |                  |                  |                  |                  |                  |                  |                  |                  |                  |                  |                  |